# Sakura Schafer-Nameki
Sakura Schafer-Nameki é uma fisicista matemática alemã, que trabalha com teoria das cordas e teoria de gauge supersimétrica. É professora de física matemática no Instituto de Matemática da Universidade de Oxford e Tutorial Fellow do Wadham College da Universidade de Oxford.

## Vida pregressa e formação
Embora parcialmente de ascendência japonesa, Schafer-Nameki é natural da Suábia, Alemanha. Estudou física e matemática na Universidade de Stuttgart de 1995 a 1998. Após chegar na Universidade de Cambridge para o Mathematical Tripos, que passou com distinção em 1999, permaneceu em Cambridge para os estudos de doutorado. Obteve um Ph.D. em 2003, com a tese D-Branes in Boundary Field Theory, orientada por Peter Goddard.

## Carreira
Após o doutorado conduziu pesquisas de pós-doutorado na Universidade de Hamburgo, esteve com uma bolsa no Instituto de Tecnologia da Califórnia e no Kavli Institute for Theoretical Physics. Foi lecturer no King's College de Londres em 2010, sendo promovida a reader em 2014. Em 2016 assumiu seu cargo atual na Universidade de Oxford.